# Споменик палим јунацима 1912—1918. у Сокобањи
Споменик палим јунацима 1912—1918. у Сокобањи подигнут је на централном тргу главне улице Светог Саве у непосредном окружењу значајних објеката и споменика културе: Милошевог конака, Старог бањског купатила, старе основне школе и цркве Преображења Господњег.